# Rio Anhanduí
Rio Anhanduí är ett vattendrag i Brasilien.   Det ligger i delstaten Mato Grosso do Sul, i den södra delen av landet, 800 km sydväst om huvudstaden Brasília.
Omgivningarna runt Rio Anhanduí är huvudsakligen savann. Runt Rio Anhanduí är det mycket glesbefolkat, med 2 invånare per kvadratkilometer.